# عبد الله بن أبي الحوساء الطائي
عبد الله بن أبي الحوساء الطائي الخارجي (ق 41 هـ / 662م) من رؤساء الخوارج، كان ممن إعتزل القتال يوم النهروان في عهد علي بن أبي طالب، ثم خرج على معاوية بن أبي سفيان في مائة وخمسين رجلاً من الخوارج، فوجه إليهم معاوية جيشاً من أهل الكوفة فهزموا ابن أبي الحوساء وقتلوه مع أصحابه ولم ينجوا منهم إلا القليل وذلك في سنة 41 هـ. قال النويري: «خرج جماعة على معاوية بن أبي سفيان واستعملوا عليهم عبد الله بن أبي الحوساء رجل من طيئ، فكتب معاوية إلى أهل الكوفة بقتالهم، فحاربوهم وقتلوهم وذلك في شهر ربيع الأول سنة إحدى وأربعين وقتلوا ابن أبي الحوساء».